# Turjay László
Turjay László (Tornyospálca, 1838. május 24. – Besztercebánya 1909. január 4.) tankönyvíró, gimnáziumi tanár.

## Élete
Turjay László 1838-ban született Szabolcs vármegyében, Tornyospálcán. 1871-ben tette le tanári vizsgáit, majd a budán tanított, majd a besztercebányai gimnázium tanára lett. Szaktárgyain (történelem, földrajz) kívül tanított magyart és francia nyelvet is, ezenkívül tornából is képesítést szerzett, melyet 1875-től tanított. 1878-ban a besztercebányai főgimnázium értrsítőjében jelent meg cikke Egészség és tornászat címen. 1889 augusztusában a temesvári állami felsőbb leányiskola igazgatásával bízták meg. 1890-ben azonban saját kérésére előző tanszékére kérte visszahelyezését. 1882-ben Nőnevelő tornászat, szülők, tanítók és tanítónők számára címmel írt könyvet. 1894-ben állami segéllyel Olaszországban járt tanulmányúton. 1900 október végén mint igazgató vonult nyugállományba, elköltözött Ungvárra, de nem tudott megtelepedni, hamarosan visszaköltözött Besztercebányára, ahol 1909 elején hunyt el.

## Munkái
- Egészség és tornászat (beszterczebányai főgymnasium Értesítője 1878.)
- Nőnevelő tornászat, szülők, tanítók és tanítónők számára. (Budapest, 1882.)